# Commune (Danemark)
Pour les articles homonymes, voir Commune (homonymie).

Les 98 communes danoises (depuis 2007).

La commune (en danois : Kommune) est une division administrative du Danemark. Le pays compte depuis le 1er janvier 2007 98 communes réparties en cinq régions contre 1 345 en 1965.

## Compétences
La gestion économique quotidienne est effectuée par le directeur local. Les principales tâches de la municipalité sont les suivantes : le social, la santé, l'éducation, les routes locales et les rues, le bureau d'enregistrement des résidents, les parcs, la planification urbaine, les bibliothèques, les services publics municipaux, les transports publics, les soins dentaires des enfants, l'emploi des chômeurs. Le financement de ces tâches se fait par le biais de la taxe du conseil, l'impôt sur la fortune, le bloktilstud (une subvention du gouvernement) et les systèmes de compensation entre les différentes municipalités.

## Réforme communale de 2007
La réforme communale, effective depuis le 1er janvier 2007, a remplacé les treize amter par cinq régions, et a réduit le nombre de communes de 271 (Ærø 2006) à 98. La taille de ces dernières s'en trouve agrandie, la quasi-totalité comptant plus de 20 000 habitants. La plupart des compétences des anciens amter ont été confiées à ces nouvelles communes élargies.

## Communes par région
- Communes du Danemark du Sud (Syddanmark) :
  - Aabenraa
  - Ærø
  - Assens
  - Billund
  - Esbjerg
  - Fanø
  - Fredericia
  - Faaborg-Midtfyn
  - Haderslev
  - Kerteminde
  - Kolding
  - Langeland
  - Middelfart
  - Nordfyn
  - Nyborg
  - Odense
  - Svendborg
  - Sønderborg
  - Tønder
  - Varde
  - Vejen
  - Vejle
- Communes du Jutland central (Midtjylland) :
  - Aarhus
  - Favrskov
  - Hedensted
  - Herning
  - Holstebro
  - Horsens
  - Ikast-Brande
  - Lemvig
  - Norddjurs
  - Odder
  - Randers
  - Ringkøbing-Skjern
  - Samsø
  - Silkeborg
  - Skanderborg
  - Skive
  - Struer
  - Syddjurs
  - Viborg
- Communes du Jutland du Nord (Nordjylland) :
  - Aalborg
  - Brønderslev
  - Frederikshavn
  - Hjørring
  - Jammerbugt
  - Læsø
  - Mariagerfjord
  - Morsø
  - Rebild
  - Thisted
  - Vesthimmerland
- Communes du Hovedstaden (littéralement, « région de la Capitale ») :
  - Albertslund
  - Allerød
  - Ballerup
  - Bornholm
  - Brøndby
  - Copenhague (København)
  - Dragør
  - Egedal
  - Fredensborg
  - Frederiksberg
  - Frederikssund
  - Furesø
  - Gentofte
  - Gladsaxe
  - Glostrup
  - Gribskov
  - Halsnæs
  - Helsingør
  - Herlev
  - Hillerød
  - Hvidovre
  - Høje-Taastrup
  - Hørsholm
  - Ishøj
  - Lyngby-Taarbæk
  - Rudersdal
  - Rødovre
  - Tårnby
  - Vallensbæk
- Communes de Sjælland :
  - Faxe
  - Greve
  - Guldborgsund
  - Holbæk
  - Kalundborg
  - Køge
  - Lejre
  - Lolland
  - Næstved
  - Odsherred
  - Ringsted
  - Roskilde
  - Slagelse
  - Solrød
  - Sorø
  - Stevns
  - Vordingborg